# Midvaal Local Municipality
Midvaal (englisch Midvaal Local Municipality) ist eine Lokalgemeinde im Distrikt Sedibeng der südafrikanischen Provinz Gauteng. Der Sitz der Gemeindeverwaltung befindet sich in Meyerton. Bürgermeister ist Bongani Baloyi.

## Städte und Orte
- Meyerton
- Randvaal
- Walkerville

## Bevölkerung
Im Jahr 2011 hatte die Gemeinde 95.301 Einwohner in 29.965 Haushalten auf einer Gesamtfläche von 1722,47 km². Davon waren 58,4 % schwarz, 38,7 % weiß, 1,6 % Coloured und 0,8 % Inder bzw. Asiaten. Erstsprache war zu 30,2 % Afrikaans, zu 27,3 % Sesotho, zu 13,7 % Englisch, zu 11,5 % isiZulu, zu 5,2 % isiXhosa, zu 1,8 % Sepedi, zu 1,7 % Xitsonga, zu 1,6 % Setswana, zu 0,9 % isiNdebele, zu 0,5 % Tshivenda und zu 2,3 % eine andere Sprache.

## Sehenswürdigkeiten
- Suikerbosrand Nature Reserve
- Midvaal Raceway